# Seydol Crag
Der Seydol Crag (englisch; bulgarisch Сейдолски камък Sejdolski kamak) ist ein schmaler, felsiger, 2,9 km langer und bis zu 800 m hoher Gebirgskamm im Grahamlands auf der Antarktischen Halbinsel. Er ragt 8,34 km westsüdwestlich des Lobosh Peak, 7,22 km nordwestlich des Mureno Peak, 8,94 km nordnordöstlich des Mount Hornsby, 14,25 km nordöstlich des Laki Peak und 25,54 km südsüdöstlich des Borovan Knoll in den nordöstlichen Ausläufern des Detroit-Plateaus im Süden der Trinity-Halbinsel auf. Der obere Abschnitt des Sjögren-Gletschers liegt westlich und südlich von ihm.
Die bulgarische Kommission für Antarktische Geographische Namen benannte ihn 2011 der Ortschaft Sejdol im Nordosten Bulgariens.